# Кіт Ґеддес
Кіт (Кейт) Ґеддес (англ. Keith Geddes) — професор емеритус у Кібернетичній школі імені Девіда Черітена на математичному факультеті університету Ва́терлу у місті Ва́терлу (Уо́терлу), Онтаріо, Канада. Він колишній директор Групи символічних обчислень [Архівовано 27 вересня 2011 у Wayback Machine.] (англ. Symbolic Computation Group, SCG) у Школі Девіда Черітена. Він став бакалавром з математики в університеті Саскачеван у 1968. Дипломну роботу на ступінь магістра (MSc) та дисертацію на ступінь доктора філософії (PhD) захистив з інформатики (англ. Computer Science) в університеті Торо́нто, Онтаріо, Канада.
Найбільшу відомість Геддесу принесла система комп'ютерної алгебри Maple, нині широко поширена у академічних дослідженнях в усьому світі (він є одним з двох засновників Maple). Він також є науковим керівником Онтарійського науково-дослідного центру комп'ютерної алгебри [Архівовано 27 вересня 2011 у Wayback Machine.], член Асоціації обчислювальної техніки, а також Американського та Канадського математичних товариств.